# Lonchocarpus magallanesii
Lonchocarpus magallanesii là một loài thực vật có hoa trong họ Đậu. Loài này được M.Sousa miêu tả khoa học đầu tiên.